# Strakapoud velký
Strakapoud velký (Dendrocopos major) je široce rozšířený šplhavec z čeledi datlovitých (Picidae). Je průměrně 22,5 cm dlouhý, černobíle zbarvený s červenými spodními krovkami ocasními. U pohlaví je přitom vyvinut nápadný pohlavní dimorfismus, samci mají na rozdíl od samic i červený týl.
Vyskytuje se na všech kontinentech východní polokoule s výjimkou Austrálie, na svém rozsáhlém areálu rozšíření přitom tvoří 14 poddruhů. Jeho přirozeným biotopem jsou lesy všech typů, běžně se však vyskytuje i v parcích a zahradách. V České republice je pak zdaleka nejběžnějším zástupcem řádu šplhavců.
Z jara je nápadný svým charakteristickým „bubnováním“ do kůry stromů nebo na plechové části staveb. Přes léto v jeho potravě převažují malí bezobratlí živočichové, občas plení i hnízda jiných ptáků; přes zimu, kdy je živočišné stravy nedostatek, požírá zejména různé plody. Hnízdí v dutinách stromů, které si sám hloubí většinou vysoko ve ztrouchnivělých stromech. V jedné snůšce pak bývá 4–7 smetanově bílých vajec.

## Taxonomie
Strakapoud velký je jedním z 396 zástupců široce rozšířeného řádu šplhavců, kam dále řadíme např. datly, žluny, tukany a vousáky. Je také typickým zástupcem nejpočetnější z čeledí tohoto řádu – datlovitých. V současné době je strakapoud velký řazen do rodu Dendrocopos, který čítá na 24 druhů. V minulosti byl však řazen do rodu Picoides, kam dodnes řadíme několik druhů strakapoudů a datlíků. Jeho vědecký název – Dendrocopos major – je přitom odvozen z řeckého dendron, které lze přeložit jako strom; kopos, které v doslovném překladu znamená ořezávač a z latinského major, které překládáme jako velký.
V molekulárně biologických studiích se ukazuje, že je tento druh strakapoudů příbuzný zejména se strakapoudem bělohřbetým (D. leucotos), jižním (D. syriacus), pruhobřichým (D. macei) a rezavobřichým (D. hyperythrus), ale zřejmě také s datlem okinawským (Sapheopipo noguchii, resp. Dendrocopos noguchii). Všechny tyto druhy na základě dostupných studií představují pravděpodobně přirozenou vývojovou skupinu datlovitých ptáků.
Podle nalezených fosilií se výskyt strakapouda velkého odhaduje od počátku holocénu, tedy zhruba před 10 000 lety. První dochované záznamy o tomto druhu pak údajně pochází z 10. století.
Vyskytuje se ve 14 poddruzích (v ČR hnízdí čtvrtý zmiňovaný):
- D. m. major (Linnaeus, 1758) – vyskytuje se v rozmezí od Skandinávie a západní části Sibiře po Ural, Polsko a Ukrajinu.
- D. m. brevirostris (Reichenbach, 1854) – Sibiř, Amur, Mandžusko, okolí Ochotského moře, Ťan-šan, Mongolsko.
- D. m. kamtschaticus (Dybowski, 1883) – Kamčatka a sever Ochotského moře.
- D. m. pinetorum (C. L. Brehm, 1831) – vyskytuje se v rozmezí od Velké Británie, Francie a střední Evropy po Volhu, Itálii, Balkán, Turecko, jih Ukrajiny a Kavkaz.
- D. m. hispanus (Schlüter, 1908) – Pyrenejský poloostrov.
- D. m. harterti Arrigoni, 1902 – Sardinie a Korsika.
- D. m. canariensis (König, 1889) – Tenerife (Kanárské ostrovy).
- D. m. thanneri le Roi, 1911 – Gran Canaria.
- D. m. mauritanus (C. L. Brehm, 1855) – Maroko.
- D. m. numidus (Malherbe, 1843) – Alžírsko, Tunisko.
- D. m. poelzami (Bogdanov, 1879) – okolí Kaspického moře.
- D. m. japonicus (Seebohm, 1883) – vyskytuje se v rozmezí od Mandžuska po Sachalin, Koreu a Japonsko (Hokkaidó, Honšú, Cušima).
- D. m. cabanisi (Malherbe, 1854) – vyskytuje se v rozmezí od jihu Mandžuska po Myanmar, jižní Laos, Vietnam a jižní a jihovýchodní Čínu.
- D. m. stresemanni (Rensch, 1924) – vyskytuje se v rozmezí od Číny po Tibet, Indii a Myanmar.

## Popis

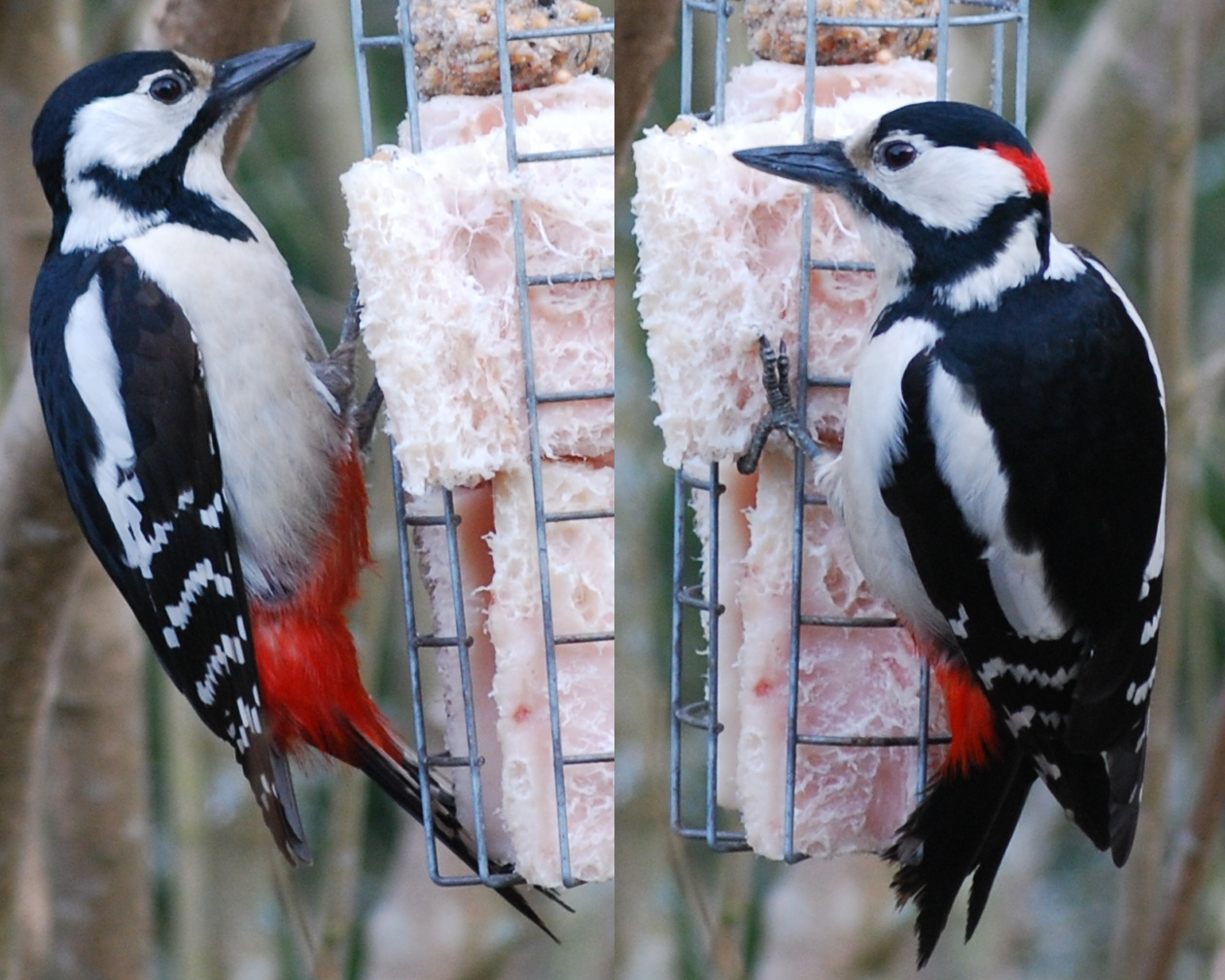
Samice (vlevo) a samec (vpravo)

Strakapoud velký dosahuje přibližně stejné velikosti jako špaček, dorůstá 22–23 cm, v rozpětí křídel měří 34–39 cm a jeho hmotnost se pohybuje mezi 70–90 g.
Stavbou těla je skvěle přizpůsoben životu na stromech. Jeho čtyři prsty, z nichž dva směřují dopředu a dva dozadu, jsou opatřeny zahnutými drápy, které usnadňují šplhání, a jeho tuhá ocasní pera při něm slouží jako opora těla. K rozbíjení dřeva má velmi silný, zašpičatělý zobák s velmi dlouhým a citlivým, štíhlým, plochým jazykem, který je na konci opatřený drsnou štětičkou a který mu napomáhá k získání kořisti i ze špatně dostupných míst. Díky svým velmi silným krčním svalům je schopen do dřeva narážet velkou rychlostí, proto má i velmi silnou lebku, která chrání jeho mozek před zpětnými nárazy.
Svrchu je strakapoud velký převážně černý s výraznými bílými znaky na křídlech v podobě velké skvrny na jejich vrchní části a tenkých světlých pruhů na letkách. Spodinu těla má lehce nažloutlou, opeření na spodních krovkách ocasních oranžovo-červené. Na boční straně jinak světlé hlavy má dva výrazné, ve středu spojené tmavé pruhy.
U pohlaví je vyvinut patrný sexuální dimorfismus – samci mají výraznou červenou skvrnu na týle, zatímco samice tento znak zcela postrádají a týl mají černý. Mladí ptáci jsou od dospělců až do listopadu, kdy u nich probíhá přepeřování, snadno odlišitelní díky červenému zbarvení na temeni a růžovému opeření na spodních krovkách ocasních.
Podobně jako ostatní strakapoudi létá ve vlnovkách s krátkými, důraznými údery křídel.
Na území České republiky se vyskytují dva poddruhy. Kromě převažujícího strakapouda velkého středoevropského (D. major pinetorum) zde na zimu zalétá také malý počet strakapoudů velkých severoevropských (D. major major), lišících se především čistě bílým peřím na spodině těla a na lících, na rozdíl od svých středoevropských příbuzných jen zřídkakdy s hnědavým nádechem. Jejich zobák je o něco silnější.
Na rozdíl od ostatních druhů strakapoudů žijících v ČR má samec na hlavě pouze červený proužek, ne „čepičku“. Tu mají strakapoud prostřední, strakapoud malý a strakapoud bělohřbetý. Od strakapouda jižního ho lze odlišit podle zbarvení hlavy. Mezi bílou skvrnou na tváři a bílou skvrnou na krku probíhá černý pásek, zatímco u strakapouda jižního jsou tyto skvrny propojeny. Podle těchto skvrn lze rozlišit i samice těchto dvou druhů, kterým červený proužek na hlavě chybí.

## Hlas
Ozývá se nejčastěji krátkým, ale výrazným kik (často v řadě jako ki-ki-ki-ki) nebo kix, při vzrušení také skřípavým čret čret nebo gigigigi. Mláďata v hnízdě se pak ozývají hlasitým detdetdet.
Z jara je výrazný díky svému „bubnování“ do kůry stromů, ale i do plechových částí budov, např. do kopulí kostelů. Účel tohoto pro strakapoudy typického chování je přilákat zástupce opačného pohlaví na své území a zároveň i odehnat možné územní konkurenty. Bubnování strakapouda velkého je krátké, tvořeno přibližně 10–15 údery za sekundu a náhle končící. Preferuje při něm přitom stromy duté nebo hnijící, u kterých se zvuk rozléhá lépe, což má za následek i větší hlasitost samotného bubnování.

## Rozšíření
Strakapoud velký je široce rozšířený šplhavec. Jeho areál rozšíření pokrývá celou Evropu s výjimkou Islandu, severu Skandinávského poloostrova a Irska. Početně zasahuje také na asijský kontinent, kde obývá široký pruh v rozmezí od její západní části až po Čínu a Japonsko, izolovaně obývá i severozápad Afriky. Byl však již zastižen i daleko odsud, např. v Severní Americe či na Faerských ostrovech. V Evropě, která pokrývá asi 35 % jeho globálního rozsahu, se jedná o vůbec nejhojnějšího strakapouda, počet hnízdících ptáků je zde odhadován na 12,9–19,3 mil. párů. Celková světová populace pak na 73 až 110 milionů jedinců.
Je stálý, výjimkou je pouze část ptáků z chladných severských oblastí, která se na zimu za potravou stahuje na jih.

## Výskyt vČesku
V České republice se jedná o nejhojnějšího a tudíž i dobře známého šplhavce, který zde hnízdí v počtu 200–400 000 párů, a to na celém jejím území od nížin až po horní hranici lesa. Ptáci hnízdící na území Česka jsou stálí a během zimního období se potulují kolem svých hnízdišť, občas na naše území navíc zalétávají zimovat i jedinci ze severní Evropy. Celkový počet zimujících ptáků u nás přitom čítá na 150–300 000 jedinců. Jeho trend je v současné době na mírném vzestupu.

## Biotop

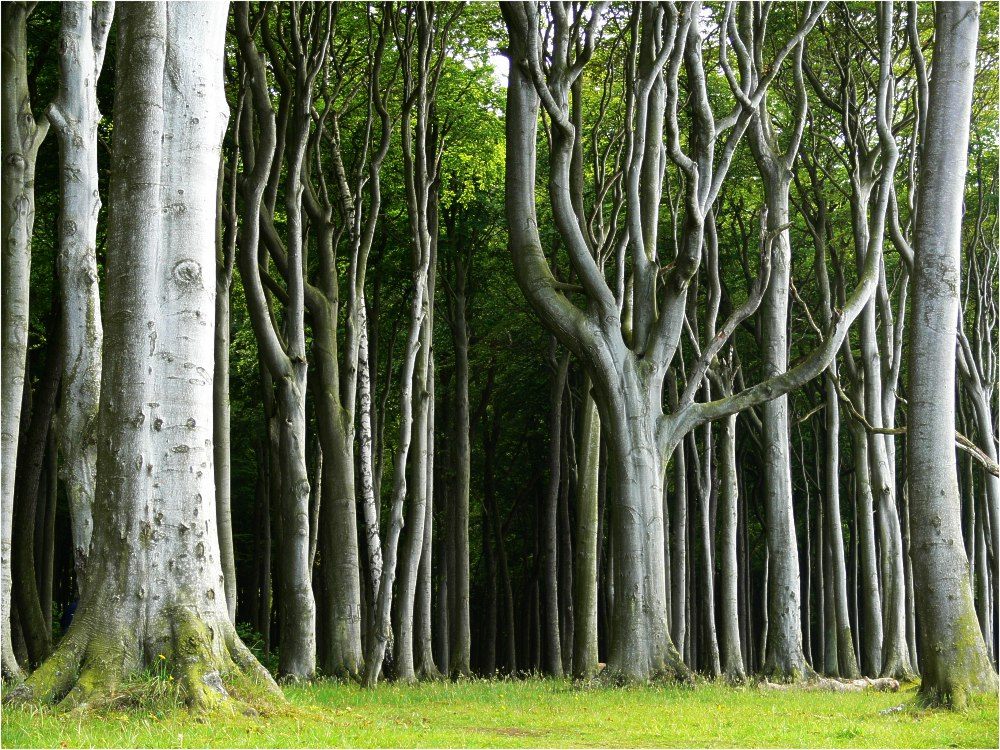
Staré lesní porosty se vzrostlými stromy jsou pro strakapouda velkého ideálním biotopem s množstvím hnízdních příležitostí a potravy

Přirozeným biotopem strakapouda velkého jsou lesy jehličnaté, listnaté i smíšené, zdá se však, že preferuje zvláště rozsáhlejší listnaté komplexy se vzrostlými stromy. Je také velmi přizpůsobivý a v hojném počtu se proto vyskytuje i v blízkosti lidských sídel, nejčastěji pak v městských parcích a ve větších, stromy zarostlých zahradách.

## Chování
Strakapoud velký žije jednotlivě nebo v párech. Je aktivní přes den a většinu času tráví na stromech, na zem, kde se pohybuje velmi neohrabaně, slétává jen zřídkakdy.

## Hnízdění

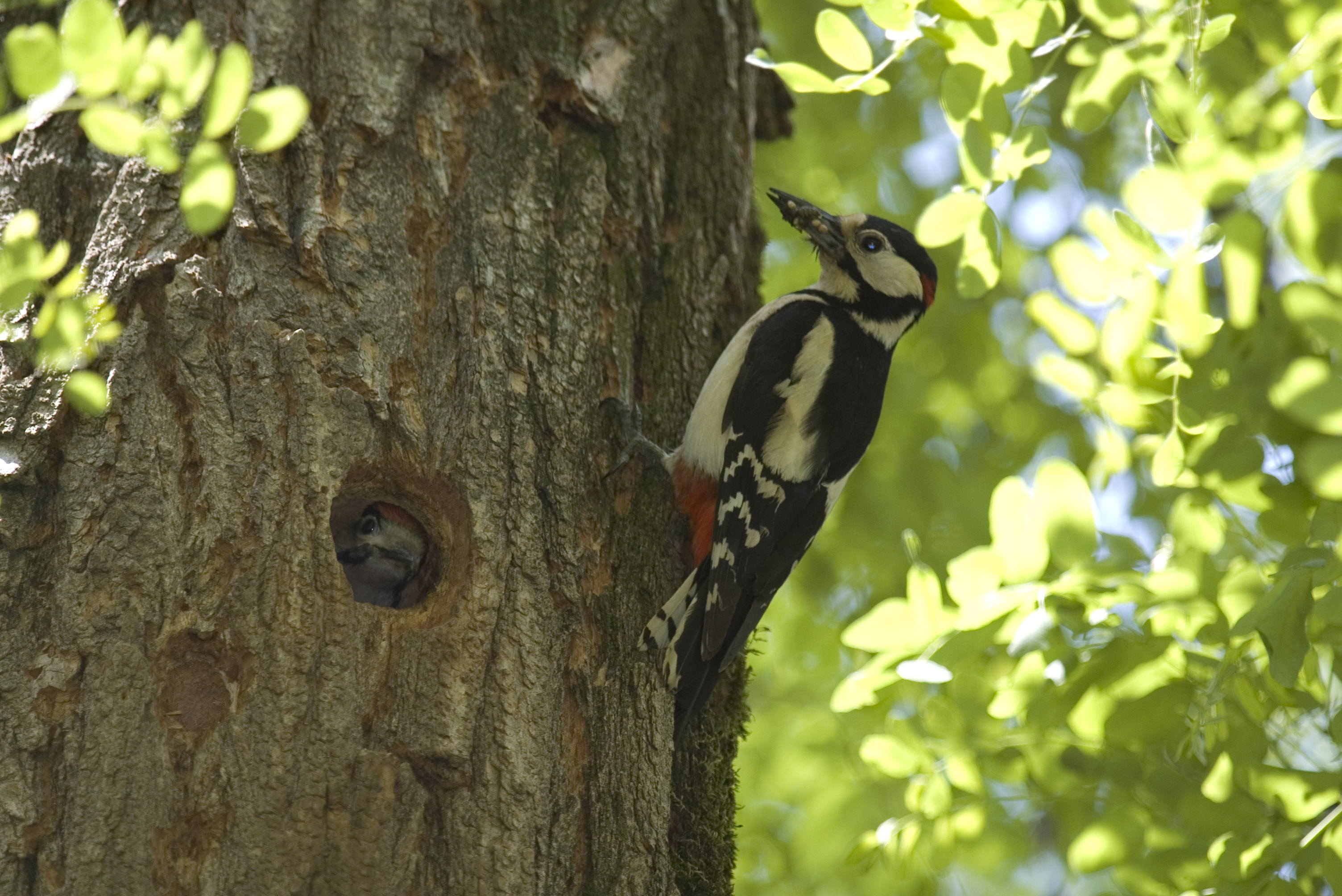
Samec u hnízdní dutiny

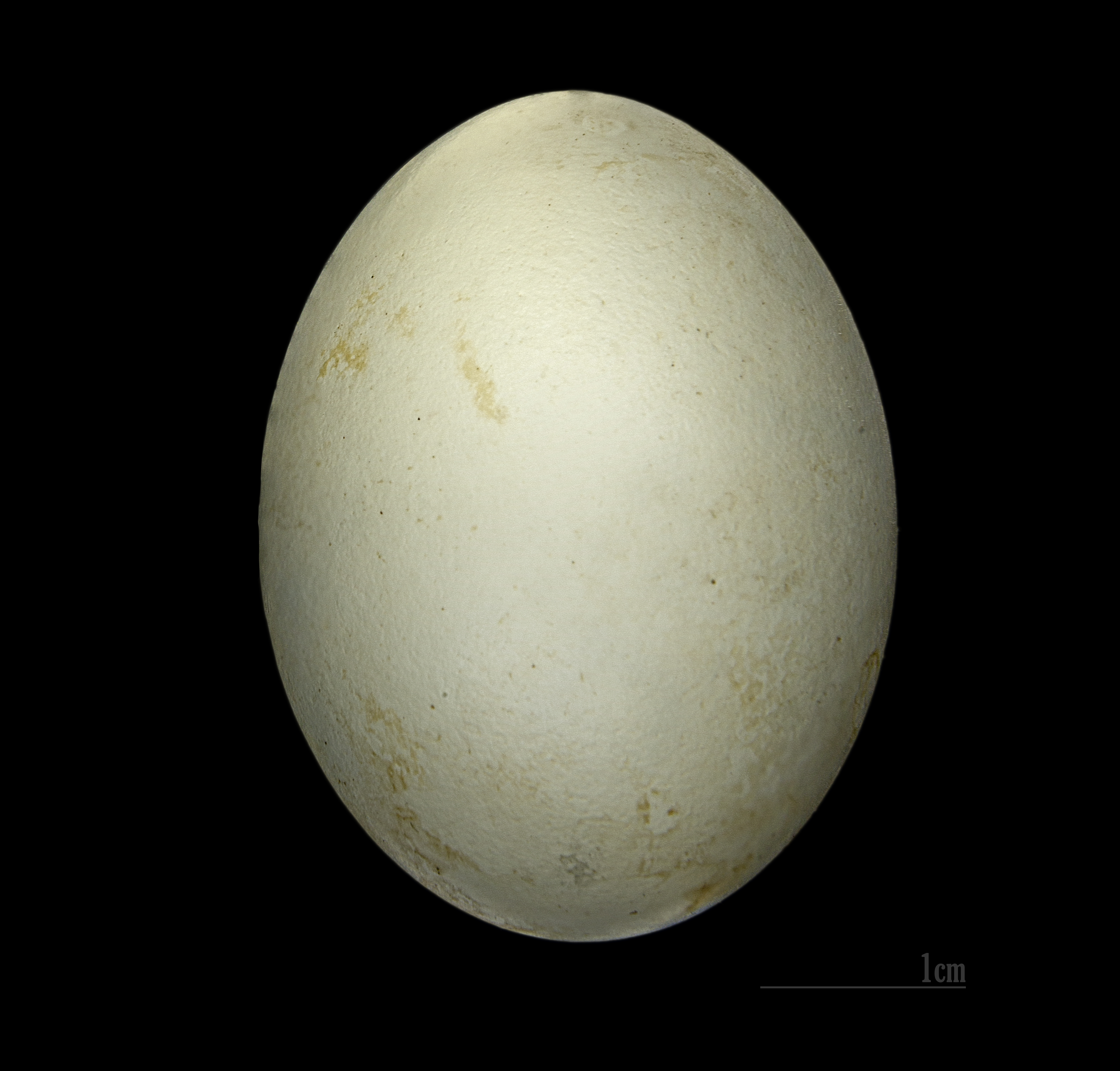
Vejce strakapouda velkého

Strakapoud velký pohlavně dospívá ve věku jednoho roku. Ve střední Evropě začíná hnízdit během dubna a hnízdí až do srpna, a to jednou ročně. Hnízda si buduje zejména v dutinách starých, hnijících, rovných stromů s měkkým dřevem, minimálně 3 m nad zemí. Ačkoli se zdá, že neprojevuje preferenci nad žádným určitým druhem stromu, hnízda velmi často buduje v bříze bělokoré a dubu letním i zimním. V průběhu let vytesá mnohem víc dutin, než potřebuje. Ty jsou poté využívány i jinými živočichy, např. netopýry. Každý rok si přitom vytesává obvykle hnízdní dutinu novou.
Dutiny mají kulatý, hladký vletový otvor, který má průměr asi 5 cm a na jejich hloubení se podílí oba partneři. Chodba je krátká, zato hnízdní komůrka, kterou vystýlá pilinami, je až 30 cm hluboká a 15 cm široká. Samice klade 4–7 kulatých, smetanově bílých, 20 × 27 mm velkých a 5,7 g těžkých (z toho 7 % tvoří skořápka) vajec, na kterých sedí společně s partnerem po dobu 14–16 dnů. Samice přitom obvykle vykonává inkubaci přes den a samec přes noc. Mláďata jsou po vylíhnutí oběma rodiči krmena převážně hmyzími larvami, ve věku 7 dnů se jim již otevírají oči, o dva dny později jim začíná růst krycí peří a od 12. dne je dospělí ptáci již přestávají zcela zahřívat, ve vyšším věku následně vylézají až k samému konci dutiny a hlasitě žebrají o potravu. Dutinu pak zcela opouští po 20–24 dnech.
Úspěšnost hnízdění je velmi vysoká, u datlovitých obecně se jedná obvykle o více než 90 %.
Ve volné přírodě se strakapoud velký dožívá až 11 let, zatím největší zaznamenaný věk pochází od jedince ze Švédska, u kterého byl zjištěn věk minimálně 12 let a 8 měsíců.

## Potrava

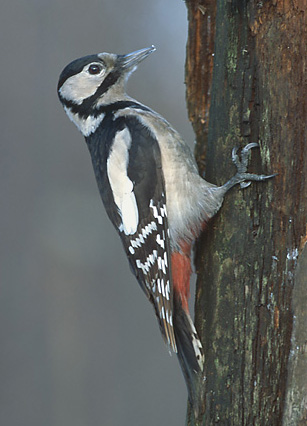
Samice při vyhledávání potravy ve ztrouchnivělém stromě

Je všežravý. V létě se v jeho potravě objevují zejména malí bezobratlí živočichové, včetně mravenců, pavouků, stonožek, motýlů, můr, dřevokazných škůdců (např. kůrovců) a jejich larev, ale také semena a různé plody, občas olizuje i mízu stromů. Plení i hnízda jiných, v dutinách hnízdících ptáků, jako jsou např. sýkory. Jsou známy i případy, kdy vyplenil hnízdní dutinu jiných druhů strakapoudů. K hnízdu se přitom nejčastěji dostává zvětšením vletového otvoru, čemuž lze u hnízdních budek zabránit jeho okováním.
V období, kdy je živočišné potravy výrazný nedostatek (konec podzimu až začátek jara), se v jeho potravě zvedá podíl plodů, zejména bobulí, ořechů a žaludů, které zaráží do štěrbin mezi kůrou stromů a pak je zobákem snadněji rozbijí. Takováto místa jsou nazývána „kovadliny“ a strakapoudi se k nim pravidelně vrací. V zimě se jedná také o častého návštěvníka krmítek, kde preferuje zejména arašídy, slunečnicová semena a tuk.
Při získávání potravy zevnitř stromů většinou začíná shora a postupuje ze strany na stranu. V případě, že pod kůrou zaznamená kořist, tluče do kůry svým silným zobákem až do doby, než se rozpadne, a ze štěrbin se poté kořisti zmocňuje svým dlouhým vymrštitelným jazykem.

## Predátoři
Mezi časté predátory dospělých ptáků patří jestřáb lesní a krahujec obecný, u mladých ptáků pak zejména kuna lesní a v městském prostředí i kočka domácí. Vejce a mláďata v hnízdě mají jen velmi malé množství predátorů, mezi které patří zejména kuna, která se do hnízdní dutiny dostává většinou zvětšením vstupního otvoru. Predaci hnízd u tohoto druhu však občas vykonává i špaček obecný, který si zničením snůšky nebo zabitím malých mláďat snaží osvojit hnízdní dutinu pro sebe.

## Interakce s člověkem

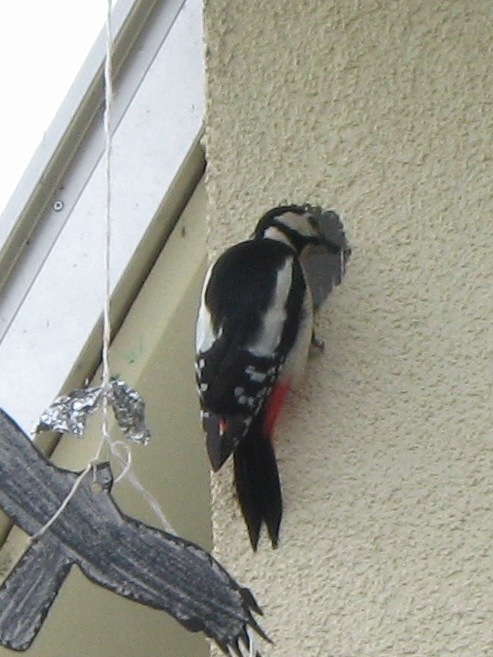
Strakapoud a jím vytvořený otvor v polystyrenovém zateplení domu

Dochází k případům, kdy strakapoud velký poškozuje zateplovací fasády staveb či plastové kryty komunikačních antén. Příčina tohoto chování není známá.

## Ohrožení
V současné době není nijak viditelně ohrožen a v Červeném seznamu IUCN jej proto nalezneme v kategorii málo dotčených druhů (LC). Největší hrozbu pro něj v budoucnu představuje zejména ztráta přirozeného biotopu způsobená hromadným odlesňováním či fragmentací habitatu. Za lokálním úbytkem populace mohou stát i tuhé zimy.